# Католицька ліга (Франція)

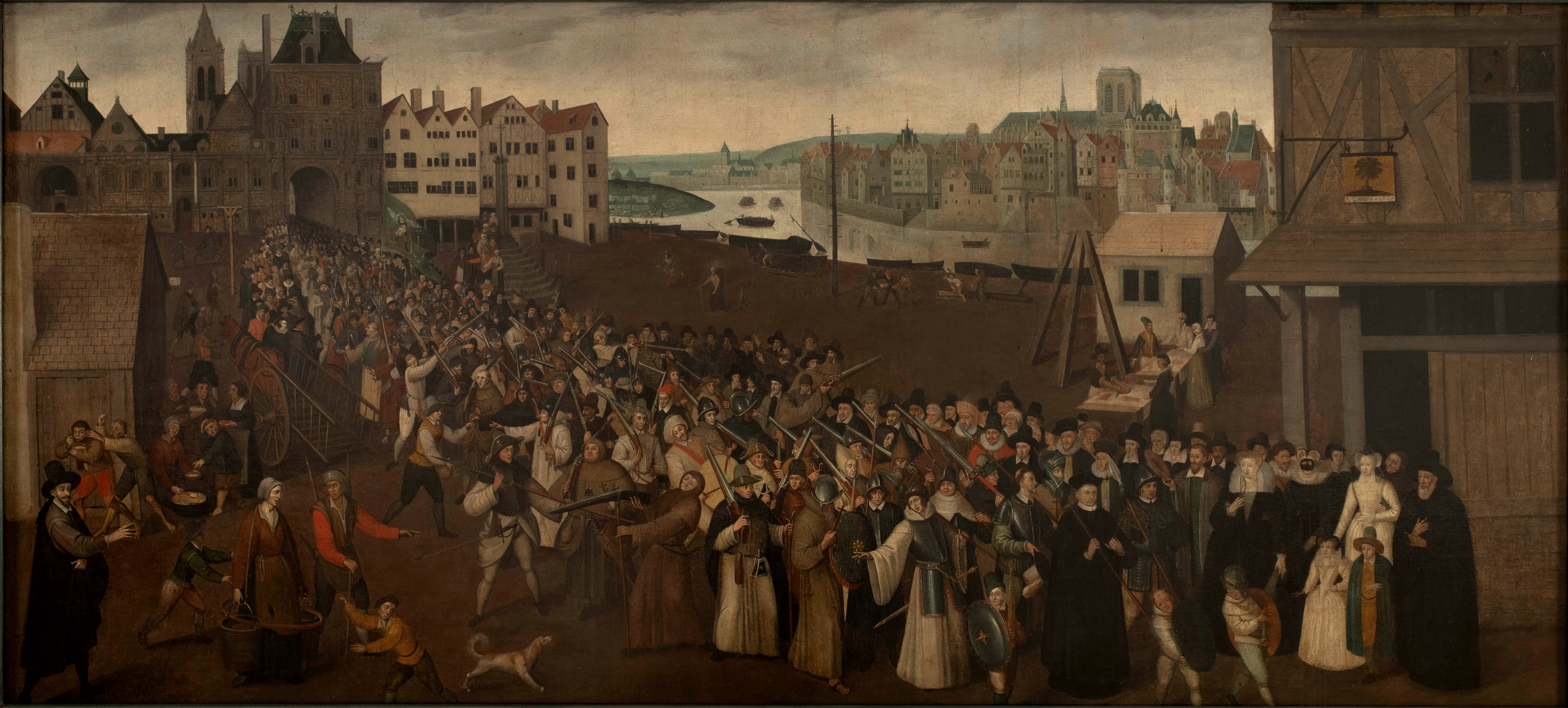
Збройна процесія ліги в Парижі, 1590 рік. Музей Карнавале

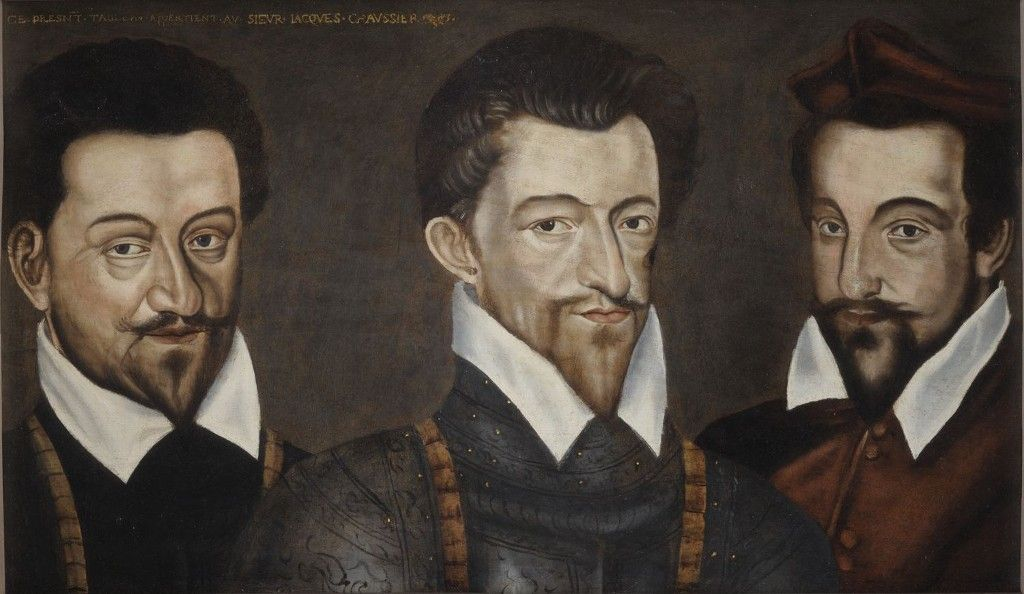
Брати де Гіз: Шарль де Гіз, герцог Маєнський, Анрі де Гіз і кардинал Луї де Лоррен (робота неізв. художника XVI ст.

Католи́цька лі́га (фр. Ligue catholique) — католицька партія у Франції, яку організував 1576 року герцог Генріх Гіз. Її створення вплинуло на хід подій релігійних воєн у Франції.
Лігу підтримували папа Сікст V, єзуїти і Філіп II Іспанський. Цілями Ліги були боротьба з гугенотами й обмеження централізованої королівської влади феодальною знаттю. Наприкінці 1576 року перша Ліга, що була партією католицького духовенства і дворянства, фактично розпалася. Потім Ліга відновилась 1585 року і проіснувала до 1594 року.